# Bar Los Gabrieles
El bar Los Gabrieles es un establecimiento del Madrid castizo cuya decoración de cerámica ha llevado a algunos estudiosos del tema a considerarlo como una especie de «Capilla Sixtina» de la historia de la azulejería madrileña. La discreta fachada de esta taberna, que fue tablao flamenco y lugar de juerga para díscolos gobernantes, custodia un pequeño museo en el que se conservan casi 300 metros cuadrados de azulejos —la mayoría de 15 por 15 centímetros—, piezas muchas de ellas restauradas, y firmadas por maestros ceramistas como Enrique Guijo o Alfonso Romero Mesa entre 1917 y 1930. Se conserva en los números 17-19 de la calle Echegaray, antigua calle del Lobo.

## Historia
Este bar, que nació como colmado noventayochesco, fue santuario del flamenco en Madrid durante la primera mitad del siglo XX, más conocido como la taberna Los Gabrieles. El local reúne en su interior (la obra de la fachada se perdió irremisiblemente) un conjunto abigarrado de azulejería que cubre por completo sus paredes y algunos techos. Los principales artífices fueron los ilustradores-pintores-ceramistas Enrique Guijo y Alfonso Romero, andaluces formados en alfares sevillanos. Aquí desarrollaron quizá la parte de su obra más brillante y colorista en la capital de España, donde ambos montaron obrador propio.
Su personalidad como foco del flamenco en Madrid atrajo a grandes figuras como el cantaor Antonio Chacón, el torero Juan Belmonte o el pintor Ignacio Zuloaga, o políticos como Primo de Rivera o incluso el rey Alfonso XIII.
Los Gabrieles es el local que en la serie Juncal de Jaime de Armiñán aparece como Café Español, y que no se encuentra en Sevilla sino en Madrid. Esta serie se rodó en 1988 y se emitió en RTVE al año siguiente, y en ella podemos ver el estado de los azulejos y del local en general en la fecha de rodaje. Además, los títulos de crédito mostraban detalles de los mismos.
La taberna se cerró en 2003 para su tercera restauración tras 105 años de historia, y el edificio fue vendido para su rehabilitación. Tras un dilatado y polémico proceso de restauración, Los Gabrieles se vio inmerso en un laberinto judicial que ocasionó su cierre durante dos décadas, a los que hay que sumar los cuatro años que le ha llevado al Ayuntamiento otorgar la licencia de apertura, concedida por fin en octubre de 2024. En esta fecha la taberna logra salir de la pesadilla burocrática en la que se hallaba inmersa y pronto comenzará su rehabilitación, en la que se mostrarán de nuevo sus valiosos azulejos que permanecen en el local. 

### Decoración
Se alternan las composiciones propias en grandes paneles policromados y orlados con marcos de lacerías y cenefas de "cuerda seca", con muy diversos —y divertidos— anuncios de marcas de vino, coñac, sidra y otras bebidas 'espirituosas'. En la temática de los azulejos ("fijados con mortero a las paredes sobre una tela de malla azul"), predominan los tópicos andaluces y una estética que puede marcarse como precedente del «typical Spanish» y el cartelismo costumbrista español. Son convocados los mitos de Cervantes, Goya y Velázquez, Quijotes, goyescos y Bacos, escenas pastoriles y gitanillas con mantón de Manila, tabernas y vendimiadores, bodegas y barricas, toros y toreros, entre arrimaderos decorados con técnica de cuerda seca.
Entre los conjuntos o paneles más curiosos o atrevidos hay que citar una sensual Leda abrazada al mítico cisne, y una danza macabra de esqueletos firmada por C. G. Rajel, al parecer autor asimismo de la etiqueta y publicidad del vino de Oporto Sandeman.
La taberna conserva en uno de sus sótanos una cueva de apenas seis metros cuadrados, conocida como "La Plaza de Toros" y que con las sucesivas restauraciones perdió los burladeros hechos de escayola frisando los arrimaderos. Entre la leyenda y la historia se escribe el anecdotario de esta cueva frecuentada por grandes de España, gobernantes y señoritos, que celebraban «como desnudos toreros corridas privadas con prostitutas como toros». Por encima de sus actos y sus conciencias solo quedan los techos alicatados de azulejos del techo abovedado con escenas taurinas, obra del sevillano Enrique Orce Mármol en 1919.